# Шпундекес
Шпу́ндекес (нем. Spundekäs — «сыр-пробка», «сыр-затычка») — сырный продукт из свежего сыра родом из северной части Рейнгессена. Название шпундекеса обусловлено типичной вытянутой конической формой, похожей на бочечную пробку. Шпундекес обычно подают в качестве закуски к белому вину с брецелями. Изначально шпундекесом питались бедняки, его брали с собой в дорогу завёрнутым в каштановый или виноградный лист.
В базовом рецепте шпундекес представляет собой однородную смесь свежего сыра со сливочным сыром в соотношении 2:3, приправленную солью, перцем и паприкой. Его обычно сервируют с порезанным кольцами репчатым луком. Разнообразные рецепты шпундекеса включают такие ингредиенты, как сливочное масло, яичный желток, сметана или крем-фреш, а также чеснок, тмин, горчицу и каперсы. В немецких супермаркетах в продаже имеется готовый шпундекес. Сырки шпундекес под названием «затычки» упоминаются в романе Эмиля Золя «Чрево Парижа».